# Taiwan Open 2016
Тайбей 2016 — жіночий тенісний турнір, що проходив на відкритих кортах з твердим покриттям. Це був перший за ліком турнір. Належав до серії International у рамках Туру WTA 2016. Відбувся в Yangming Tennis Center у Гаосюні (Республіка Китай). Тривав з 8 до 14 лютого 2016 року.

## Очки і призові

### Нарахування очок
| Дисципліна1      | П   | Ф   | ПФ  | ЧФ | 1/8 | 1/16 | Q   | Q3  | Q2  | Q1  |
| Одиночний розряд | 280 | 180 | 110 | 60 | 30  | 1    | 18  | 14  | 10  | 1   |
| Парний розряд    | 280 | 180 | 110 | 60 | 1   | Н/Д  | Н/Д | Н/Д | Н/Д | Н/Д |

### Призові гроші
| Дисципліна       | П        | Ф       | ПФ      | ЧФ     | 1/8    | 1/162  | Q2     | Q1   |
| Одиночний розряд | $111,164 | $55,324 | $29,730 | $8,898 | $4,899 | $3,026 | $1,470 | $865 |
| Парний розряд *  | $17,724  | $9,222  | $4,950  | $2,623 | $1,383 | Н/Д    | Н/Д    | Н/Д  |

1 Очки йдуть у рейтинг WTA
.
2 Кваліфаєри отримують і призові гроші 1/16 фіналу

* на пару

## Учасниці основної сітки в одиночному розряді

### Сіяні учасниці
| Країна            | Гравчиня       | Рейтинг1 | Сіяна |
| ----------------- | -------------- | -------- | ----- |
| США               | Вінус Вільямс  | 12       | 1     |
| Японія            | Місакі Дой     | 62       | 2     |
| Казахстан         | Юлія Путінцева | 64       | 3     |
| Казахстан         | Заріна Діяс    | 69       | 4     |
| КНР               | Чжен Сайсай    | 71       | 5     |
| Китайський Тайбей | Сє Шувей       | 82       | 6     |
| Японія            | Курумі Нара    | 90       | 7     |
| США               | Алісон Ріск    | 92       | 8     |

- 1 Рейтинг подано станом на 1 лютого 2016.

### Інші учасниці
Нижче наведено учасниць, які отримали вайлдкард на участь в основній сітці:
- Hsu Ching-wen
- Lee Pei-chi
- Lee Ya-hsuan

Нижче наведено гравчинь, які пробились в основну сітку через стадію кваліфікації:
- Мію Като
- Людмила Кіченок
- Аяка Окуно
- Лаура Поус-Тіо
- Шеразад Ре
- Чжан Юсюань

Такі тенісистки потрапили в основну сітку як Щасливі лузери:
- Хірото Кувата
- Марина Мельникова

### Знялись з турніру
До початку турніру
- Яна Чепелова (Abdominal strain) → її замінила  Марина Мельникова
- Луксіка Кумхун → її замінила  Менді Мінелла
- Роміна Опранді → її замінила  Крістіна Кучова
- Полін Пармантьє → її замінила  Хірото Кувата
- Айла Томлянович → її замінила  Наомі Осака

Під час турніру
- Курумі Нара (травма лівого стегна)

### Завершили кар'єру
- Стефані Фегеле (Dizziness)

## Учасниці основної сітки в парному розряді

### Сіяні пари
| Країна            | Гравчиня        | Країна            | Гравчиня       | Рейтинг1 | Сіяна |
| ----------------- | --------------- | ----------------- | -------------- | -------- | ----- |
| Китайський Тайбей | Чжань Хаоцін    | Китайський Тайбей | Чжань Юнжань   | 21       | 1     |
| КНР               | Лян Чень        | КНР               | Ван Яфань      | 88       | 2     |
| Україна           | Людмила Кіченок | Україна           | Надія Кіченок  | 121      | 3     |
| Японія            | Аояма Сюко      | Китайський Тайбей | Чжань Цзіньвей | 162      | 4     |

- 1 Рейтинг подано станом на 1 лютого 2016.

### Інші учасниці
Нижче наведено пари, які отримали вайлдкард на участь в основній сітці:
- Chien Pei-ju /  Lee Pei-chi
- Cho I-hsuan /  Shih Hsin-yuan

## Переможниці та фіналістки

### Одиночний розряд
- Вінус Вільямс —  Місакі Дой 6–4, 6–2

### Парний розряд
- Чжань Хаоцін /  Чжань Юнжань —  Ері Нодзумі /  Мію Като 6–4, 6–3